# 薩伏依王室居所
薩沃王宮是意大利的一處世界文化遺產，包括都靈及其附近的多所建築。薩沃王室是意大利統一運動的主力，在意大利統一之後，都靈也曾是意大利的首都。薩沃王宮包括了都靈王宮、夫人宮、卡里尼亞諾宮、瓦倫蒂諾城堡、雷吉納別墅、斯杜皮尼吉行宮、維納利亞宮、蒙卡列里城堡、利沃利城堡、阿列城堡、拉科尼吉城堡、戈沃内城堡等建築。